# 𝼪
Le 𝼪, appelé t crosse à gauche à mi-hauteur ou t crochet de r à gauche, est une lettre additionnelle de l’alphabet latin utilisée dans l’alphabet proposé par Joshua Knowles et comme symbole de l’alphabet phonétique international dans les années 1920.

## Utilisation
La lettre 𝼪 fait partie de l’alphabet de Joshua Knowles pour l’écriture des langues indiennes et est notamment utilisée dans une traduction des Évangiles en malayalam publiée en 1909.

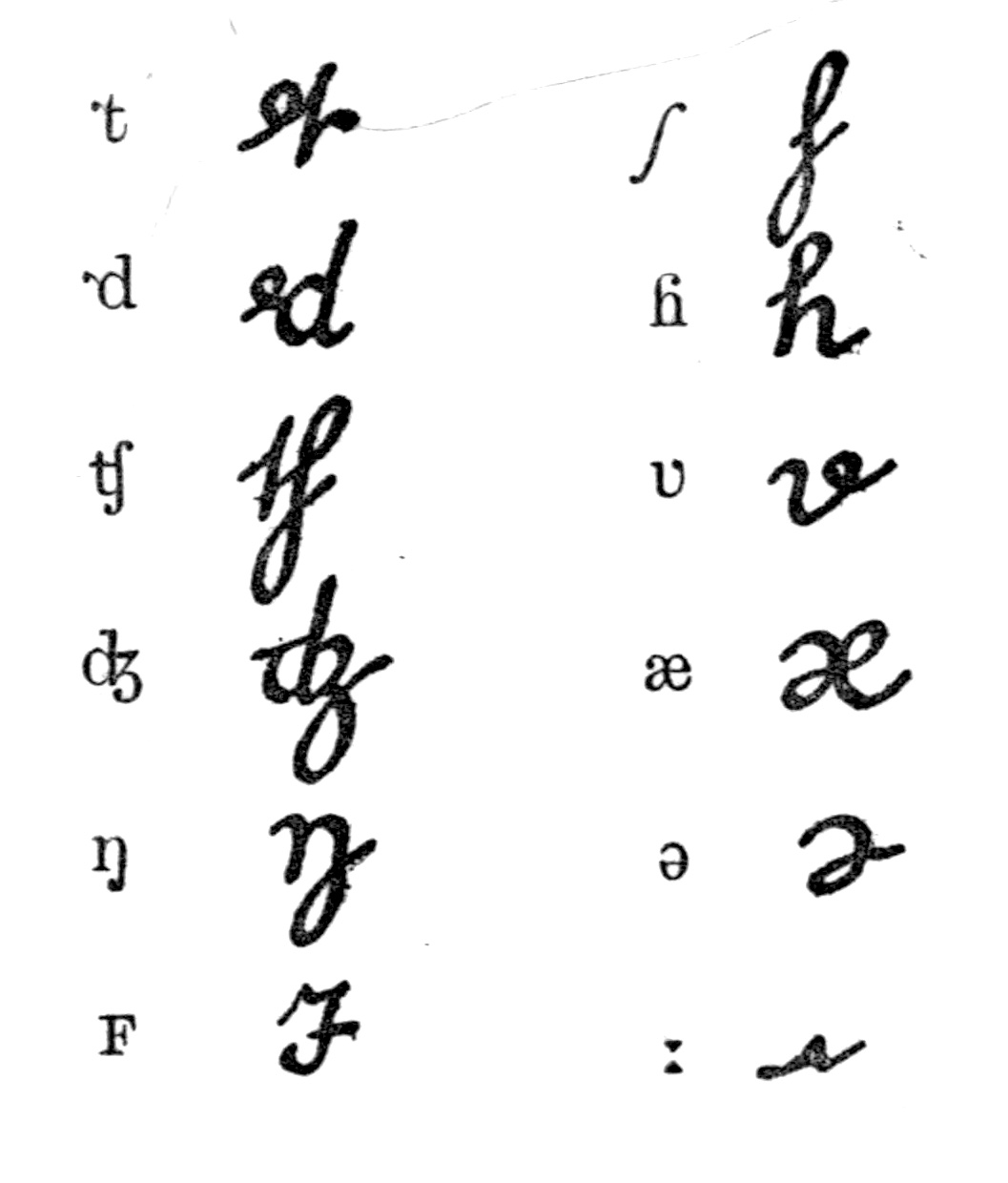
Formes imprimées et formes écrite des lettres phonétiques utilisées dans A colloquial Sinhalese reader publié en 1919.

## Représentation informatique
Le t crosse à gauche à mi-hauteur peut être représenté avec le caractère Unicode suivant (Latin étendu G), depuis la version 15.0 :
| formes    | représentations | chaînes de caractères | points de code | descriptions                                           |
| --------- | --------------- | --------------------- | -------------- | ------------------------------------------------------ |
| minuscule | 𝼪               | 𝼪                     | U+01DF2A       | lettre minuscule latine t crosse à gauche à mi-hauteur |

## Sources
- Association phonétique internationale, L’Écriture phonétique internationale : exposé populaire avec application au français et à plusieurs autres langues, Londres, 1921, 2e éd. (lire en ligne)
- (en) R. Jorde, « nɔˑwiːdʒən », Le Maître phonétique, vol. 2 (39), no 7,‎ 1924 (JSTOR 44704096)
- (en) Kirk Miller et Neil Rees, Unicode request for legacy Malayalam (no L2/21-155), 16 juillet 2021 (lire en ligne)
- (en) Henry S. Perera et Daniel Jones, A colloquial Sinhalese reader in phonetic transcription, 1919 (lire en ligne)